# Ötigheim
Ötigheim település Németországban, azon belül Baden-Württembergben. Lakosainak száma 5260 fő (2023. december 31.). Ötigheim Rastatt és Muggensturm községekkel határos.

## Népesség
A település népessége az elmúlt években az alábbi módon változott:
| Lakosok száma | 3182 | 3428 | 3618 | 3659 | 3880 | 4056 | 4403 | 4386 | 4533 | 5260 |
|               | 1961 | 1967 | 1974 | 1980 | 1987 | 1993 | 2000 | 2006 | 2013 | 2023 |